# スタジアム MK
スタジアムMK（Stadium MK）はイングランドのミルトン・キーンズに所在するスタジアムで、2007年に完成した。愛称はデンビー・スタジアム。

## 概要
こけら落としは2007年11月29日でエリザベス2世が来場した。
建設の設計はPOPULOUSで、スタジアムの隣接地にはアリーナ:MKがある。
またラグビーの開催も頻繁であり、2011年1月と4月のハイネケンカップではノーサンプトン・セインツの試合が行われた。ラグビーワールドカップ2015の試合会場として、3試合が開催された。